# Mohamed Ikoki Msandeki

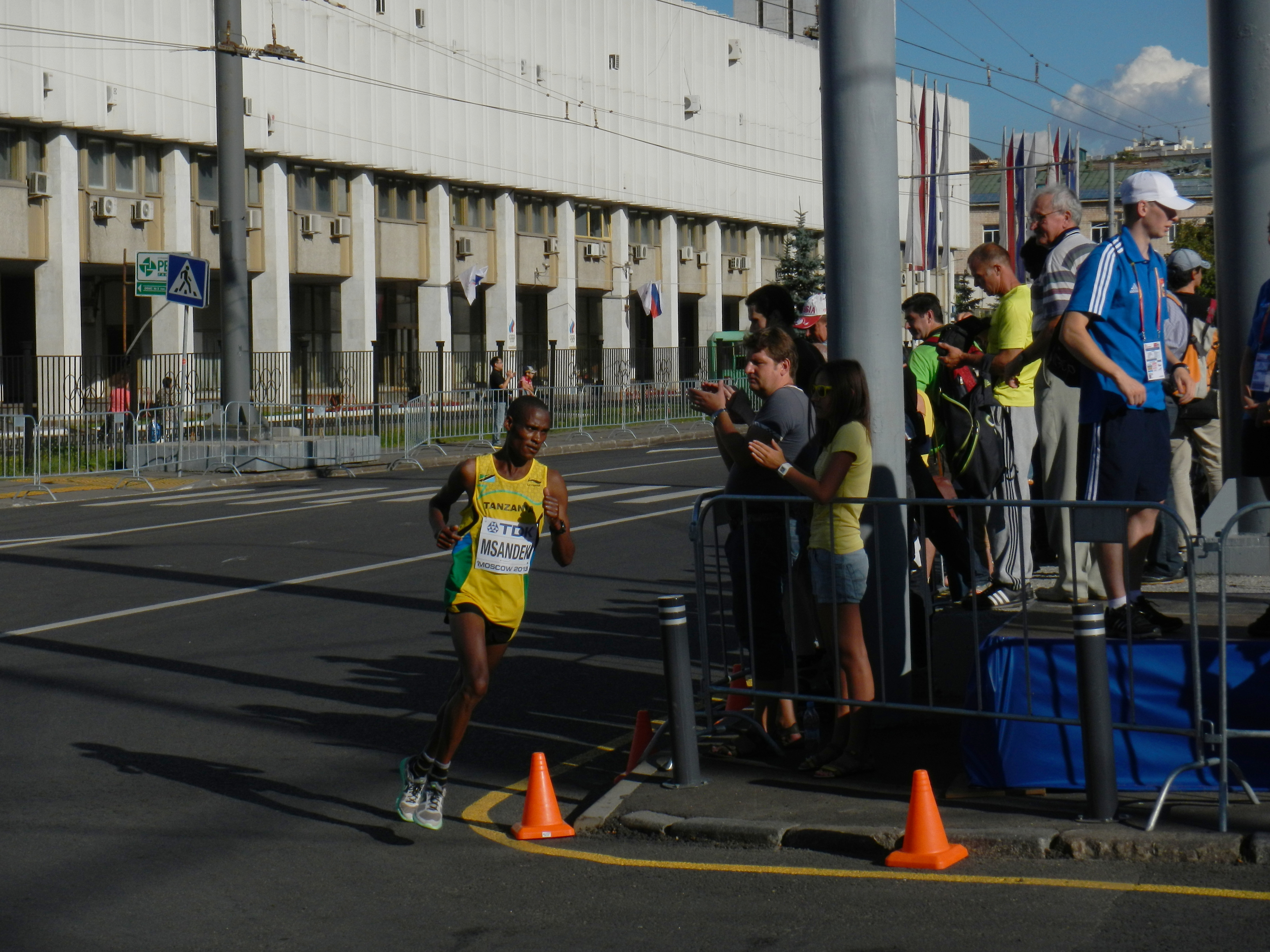
Mohamed Ikoki Msandeki bei den Weltmeisterschaften 2013

Mohamed Ikoki Msandeki, auch Musanduki, (* 3. Dezember 1985) ist ein tansanischer Marathonläufer.
2006 wurde er Zwölfter beim Amsterdam-Marathon. Im Jahr darauf wurde er Dritter beim Maskat-Halbmarathon, siegte er beim Groningen-Marathon und wurde Achter beim Istanbul-Marathon.
2008 gewann er den Luxemburg-Marathon und wurde Sechster beim Mailand-Marathon. 2009 siegte er beim Buenos-Aires-Marathon, 2010 beim Gutenberg-Marathon. Im Herbst 2010 folgte ein neunter Platz beim Chuncheon-Marathon.
2012 wurde er Zweiter beim Gutenberg-Marathon und Sechster beim Guangzhou-Marathon. Er wurde daraufhin für den Marathon der Weltmeisterschaften 2013 in Moskau nominiert, bei dem er auf Rang 38 einlief.

## Persönliche Bestzeiten
- 10-km-Lauf: 29:26 h, 13. April 2006, Abu Dhabi (UAE)[1]

- Halbmarathon: 1:02:23 h, 2. Februar 2007, Maskat[1]
- Marathon: 2:11:01 h, 9. Mai 2010, Mainz[1]

## Ergebnisse
Eine Auswahl seiner Ergebnisse ist:
| Jahr | Ort                                  | Typ          | Rang | Zeit (h) |
| ---- | ------------------------------------ | ------------ | ---- | -------- |
| 2005 | Babati, Tansania                     | Halbmarathon | 1    | 1:03:42  |
| 2006 | Abu Dhabi, UAE                       | 10-km-Lauf   | 1    | 0:29:25  |
| 2006 | Amsterdam, Niederlande               | Marathon     | 12   | 2:15:23  |
| 2006 | Mwanza, Tansania                     | Halbmarathon | 1    | 1:04:06  |
| 2007 | Muscat, Oman                         | Halbmarathon | 3    | 1:02:23  |
| 2007 | Groningen, Niederlande               | Marathon     | 1    | 2:14:22  |
| 2008 | Mailand Italien                      | Marathon     | 6    | 2:13:32  |
| 2008 | Luxemburg, Luxemburg                 | Marathon     | 1    | 2:15:29  |
| 2009 | Buenos Aires, Argentinien            | Marathon     | 1    | 2:13:55  |
| 2009 | Cuntiba, Brasilien                   | Marathon     | 2    | 2:21:08  |
| 2009 | Campinas, Brasilien                  | 10-km-Lauf   | 4    | 0:30:38  |
| 2010 | Chuncheon, Korea                     | Marathon     | 9    | 2:14:18  |
| 2010 | Bonn, Deutschland                    | Halbmarathon | 1    | 1:07:08  |
| 2010 | Mainz, Deutschland                   | Marathon     | 1    | 2:11:01  |
| 2011 | Sao Paulo, Brasilien                 | Marathon     | 3    | 2:18:40  |
| 2012 | Hangzhou, China                      | Marathon     | 6    | 2:13:03  |
| 2012 | Recife, Brasilien                    | Marathon     | 3    | 2:20:13  |
| 2012 | Mainz, Deutschland                   | Marathon     | 2    | 2.13:30  |
| 2013 | Moskau, Russland (Weltmeisterschaft) | Marathon     | 38   | 2:24:20  |
| 2013 | Hangzhou, China                      | Marathon     | 1    | 2:15:39  |
| 2014 | Hefei, China                         | Halbmarathon | 2    | 1:04:03  |
| 2015 | Linyi, China                         | Marathon     | 5    | 2:16:46  |
| 2015 | Guangzhou, China                     | Halbmarathon | 2    | 1:04:03  |
| 2017 | Xiamen, China                        | Marathon     | 4    | 2:12:54  |